# Антонов, Антон Андреевич
Антон Андреевич Антонов (2 февраля 1998, Краснодар, Россия) — российский футболист, полузащитник.

## Биография
Начал заниматься футболом в краснодарской «Академии футбола» у тренера Максима Лисицына. Затем в 15 лет уехал в академию столичного «Динамо», откуда вскоре попал в молодёжную команду. На профессиональном уровне дебютировал в составе «Динамо-2» 20 июля 2016 года в матче 1 тура ПФЛ против ивановского «Текстильщика», в котором отыграл все 90 минут.
В августе 2016 года перешёл в молодёжную команду словацкого «Земплина». 22 июля 2017 года дебютировал за основную команду в матче 1 тура чемпионата Словакии против трнавского «Спартака», выйдя на замену на 74-й минуте матча.